# میگل آنخل
میگل آنخل گُنزالس سوارس (انگلیسی: Miguel Ángel؛ زادهٔ ۲۴ دسامبر ۱۹۴۷ – درگذشتهٔ ۶ فوریه ۲۰۲۴) بازیکن فوتبال اهل اسپانیا بود.
میگل آنخل گُنزالس سوارس در ۶ فوریه ۲۰۲۴، در سن ۷۶ سالگی درگذشت.
وی در تیم ملی فوتبال اسپانیا بازی کرده‌است.